# Островниця (Зволенський повіт)
Островниця (пол. Ostrownica) — село в Польщі, у гміні Казанув Зволенського повіту Мазовецького воєводства.
Населення — 225 осіб (2011).
У 1975-1998 роках село належало до Радомського воєводства.

## Демографія
Демографічна структура станом на 31 березня 2011 року:
|          | Загалом | Допрацездатний вік | Працездатний вік | Постпрацездатний вік |
| -------- | ------- | ------------------ | ---------------- | -------------------- |
| Чоловіки | 108     | 25                 | 68               | 15                   |
| Жінки    | 117     | 22                 | 65               | 30                   |
| Разом    | 225     | 47                 | 133              | 45                   |